# باشگاه والیبال پورتول
باشگاه والیبال پورتول (انگلیسی: CV Pòrtol) باشگاه مستقر در  پالما د مایورکا است.